# Crkva sv. Duha (Ferenci)
Crkva sv. Duha je crkva u naselju Ferenci, koje je u sastavu grada Ozlja, zaštićeno kulturno dobro.

## Opis dobra
Crkva smještena na južnim obroncima Žumberačkog gorja, izvan naselja, pravilno orijentirana, barokna je sakralna građevina jednostavnog vanjskog i bogatog unutarnjeg oblikovanja. Jednobrodna je, s lađom pravokutnog tlocrta s užim poligonalnim svetištem, sakristijom uz svetište i zvonikom ispred glavnog pročelja. Glavni kasnobarokni oltar preinačen je u drugoj pol. 19. st. Unutrašnjost crkve 1901. godine oslikao je slikar i dekorater D. Inchiostri. Sačuvano je izvorno kameno popločenje s kraja 18. st. Kapela se spominje u 17. st. kao tradicionalna kapela ozaljskog kruga. Oko 1775. godine temeljito je obnovljena i svođena, a u 19. st. dozidana je sakristija.

## Zaštita
Pod oznakom Z-3882 zaveden je kao nepokretno kulturno dobro – pojedinačno, pravna statusa preventivno zaštićeno kulturno dobro, klasificirano kao "sakralna graditeljska baština".